# Mario Giannelli
Mario M. Giannelli (Everett, 24 dicembre 1920 – Chelsea, 2 luglio 2003) è stato un giocatore di football americano statunitense che ha militato nel ruolo di offensive guard per i Philadelphia Eagles della National Football League (NFL). All'università ha giocato a football al Boston College.

## Carriera universitaria
Giannelli giocò nel football universitario col Boston College nel 1942, 1946 e 1947. Nel 1942, la squadra giunse a disputare l'Orange Bowl. La sua carriera fu interrotta dalla Seconda guerra mondiale, in cui combatté nella Battaglia di Okinawa nel 1945. Mentre si trovava nell'Esercito, fu un pugile di successo. Tornò a giocare a football nel 1946 e nel 1948 fu selezionato per il College All-Star Game. Nel 1991, Giannelli fu inserito nella Boston College Varsity Club Athletic Hall of Fame.

## Carriera professionistica
Giannelli fu scelto nel corso del ventesimo giro (201º assoluto) del Draft NFL 1945 dai Boston Yanks, con cui non giocò mai. Firmò coi Philadelphia Eagles nel 1948 con cui vinse due campionati NFL consecutivi nel 1948 e nel 1949, scendendo in campo in entrambe le finali. Firmò un prolungamento contrattuale con gli Eagles il 30 luglio 1951 ma fu scambiato coi Green Bay Packers il 25 aprile 1952 per l'altra guardia Buddy Burris. Quattro giorni dopo optò per il ritiro dal football, facendo ritorno nella natia Everett, nel Massachusetts.

## Palmarès
- Campionati NFL : 2

Philadelphia Eagles: 1948, 1949